# سهام بيومي
سهام بيومي (ولدت سنة 1949) هي كاتبة وصحفية مصرية. ولدت بالقاهرة، ودرست بجامعة حلوان، وعملت صحفية بجريدة الجمهورية.

## من مؤلفاتها
- الخيل والليل (مجموعة قصصية، 1985)
- خرائط للموج (روايات الهلال، دار الهلال، القاهرة، 1997)[1]
- أيام القابوطي: الرؤية والمتاهة (رواية تاريخية): تدور أحداثها في قرية الفرما أثناء حفر قناة السويس.[2]